# Tramwaje w Melbourne
Tramwaje w Melbourne – system komunikacji tramwajowej w Melbourne. Tramwaje są podstawowym środkiem transportu miejskiego w Melbourne (Australia). Miasto posiada obecnie największą sieć tramwajową na świecie, wyprzedzając Petersburg, który zamknął wiele odcinków swojej sieci na początku XXI wieku.
Sieć tramwajowa Melbourne liczy 249 km podwójnego toru (498 km toru pojedynczego), 500 pociągów, 28 linii oraz ponad 1770 przystanków.
Pod względem łącznej liczby przewożonych pasażerów, tramwaje są drugą najczęściej wybieraną formą podróży, po kolei aglomeracyjnej, przewożąc około 158 mln pasażerów rocznie (178 mln według innych źródeł). W roku 2009 tramwaje odnotowały największy wzrost liczby pasażerów w skali rocznej (15%) ze wszystkich środków transportu Melbourne.
Melbourne jest jedynym miastem w Australii posiadającym skrzyżowania dopuszczające manewr typu hook turn, czyli skręt w prawo z najbardziej lewego pasa eliminujący blokowanie tramwajów przez samochody (w Australii, z uwagi na ruch lewostronny, skręca się w prawo zwykle z najbardziej prawego pasa). Inne udogodnienia to priorytet dla komunikacji tramwajowej na ulicach oraz w sygnalizacji świetlnej, aktywny przez cały czas lub w godzinach szczytu.
Sieć tramwajowa Melbourne wykorzystuje normalny rozstaw szyn (1435 mm) oraz zasilanie prądem stałym z sieci trakcyjnej o napięciu 600 V. Infrastruktura oraz tabor są własnością rządu stanowego Wiktorii, natomiast eksploatację prowadzi w ramach umowy prywatna spółka (obecnie Yarra Trams). Tramwaje w Melbourne objęte są systemem zintegrowanych biletów Metcard.

## Historia

### Tramwaje linowe

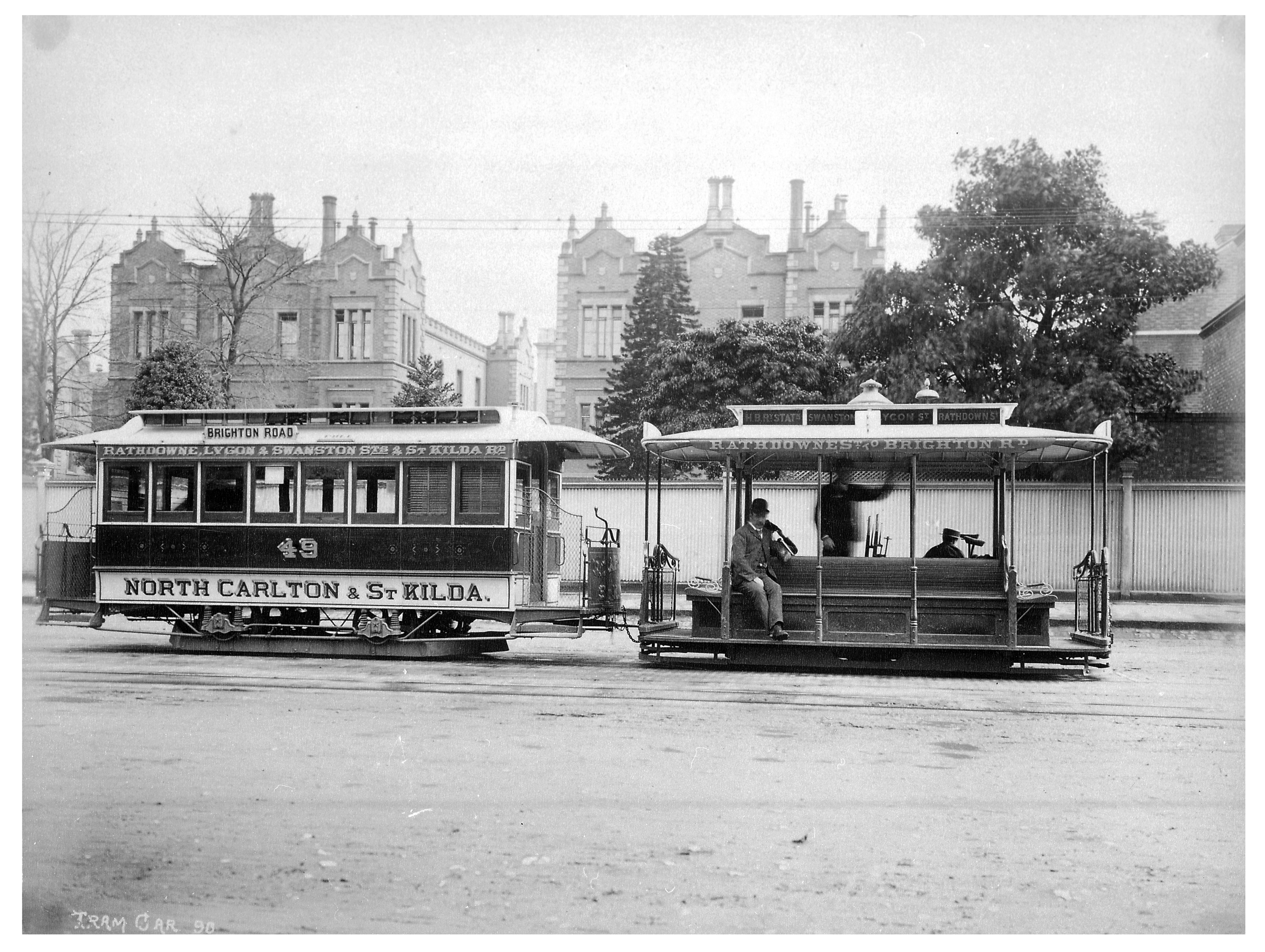
Wagon tramwaju linowego z doczepką mija Queen Victoria Hospital przy Swanson Street w Melbourne między Carlton i St Kilda w 1905 roku.

W 1885 Kompania Tramwajowo-Omnibusowa Melbourne (ang. Melbourne Tramway and Omnibus Company) uzyskała 30-letnie wyłączne prawa do rozwoju i eksploatacji sieci tramwajów linowych w Melbourne, z monopolistycznym zapisem w umowie zabraniającym uruchamiania konkurencyjnych linii. Sieć została tak rozbudowana, że praktycznie niemożliwe było uruchomienie linii tramwaju elektrycznego do centrum miasta przez okres obowiązywania umowy. Jedynym wyjątkiem były koleje podmiejskie eksploatowane od 1854 roku. Początkowo, uruchomione po 1906 roku tramwaje elektryczne pełniły jedynie rolę dojazdu do sieci tramwajów linowych.
Sieć tramwajowa była budowana stopniowo od 1885 przez lokalne samorządy i władze miasta, zaś jej eksploatacją zajmowała się Kompania Tramwajowo-Omnibusowa Melbourne. Pierwsza linia kursowała ze Spencer St/Flinders St do Hawthorn Bridge po torach o normalnym rozstawie szyn (1435 mm). Do 1891 oddano do użytku 17 linii docierających z miasta do okolicznych przedmieść. W miarę rozwoju miasta, problemem stały się techniczne ograniczenia tramwajów linowych i dlatego w 1906 roku podjęto decyzję o budowie sieci tramwajów elektrycznych, docierających z niektórych końcówek tramwajów linowych do bardziej odległych przedmieść.
Umowa z kompanią wygasła w 1916 i zarząd nad całą siecią przejął rząd stanowy. W 1918 powołano Melbourne and Metropolitan Tramways Board (MMTB), które w 1920 przejęło sieć oraz wszystkie związane z nią spółki. Wtedy też rozpoczęła się stopniowa przebudowa kolejnych linii na linie elektryczne. Ostatni tramwaj linowy wyjechał na ulice miasta 26 października 1940.

### Tramwaje elektryczne

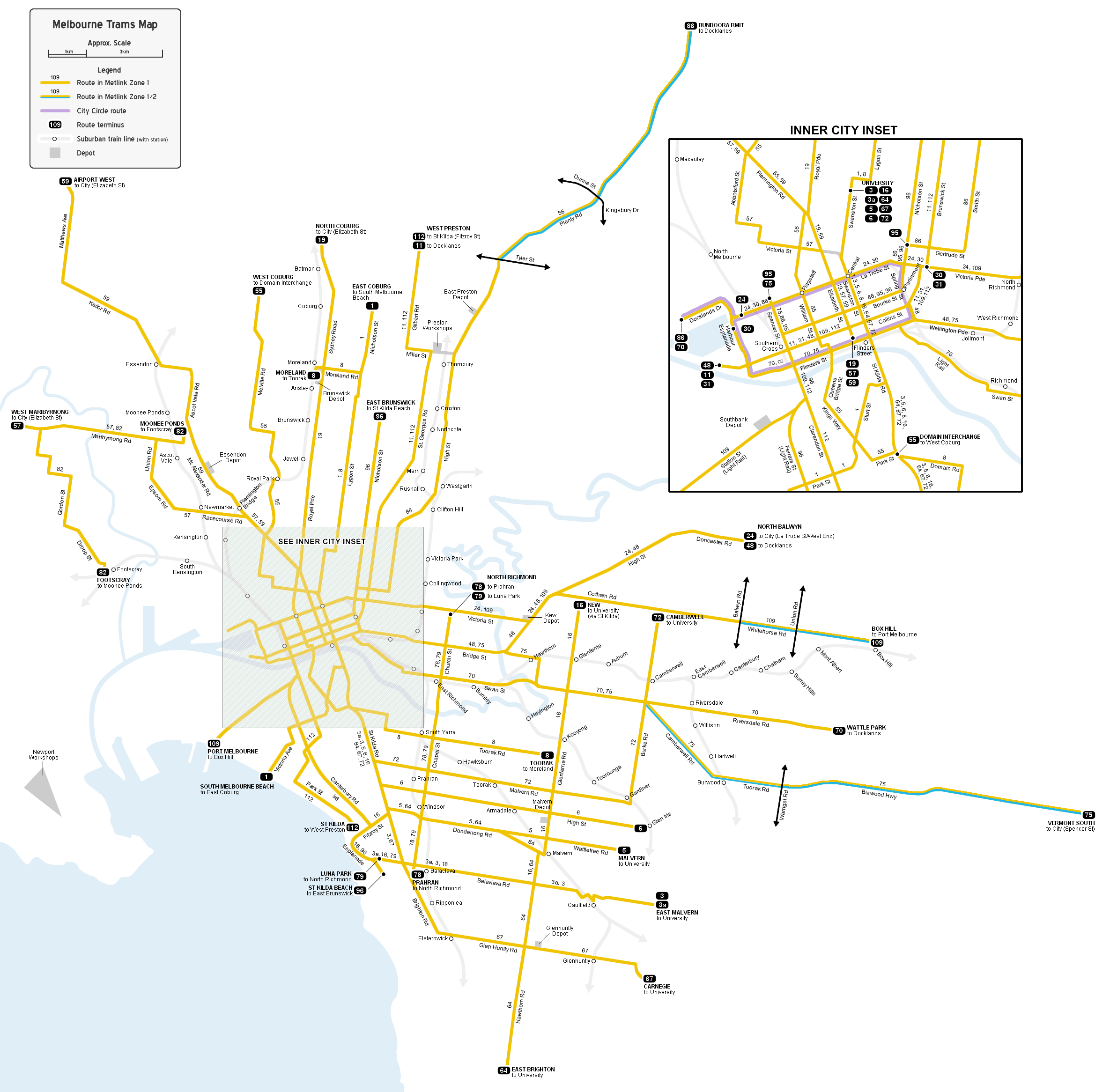
Mapa sieci tramwajowej Melbourne

Pierwsza linia tramwaju elektrycznego została uruchomiona przez grupę właścicieli ziemskich w 1889 i prowadziła ze stacji kolejowej Box Hill do Doncaster, wykorzystując wyposażenie pozostałe po Wielkiej Wystawie Światowej z 1888. Była ona zbudowana z dala od istniejącego już systemu i charakteryzowała się niską jakością wykonania, ponieważ właściwiele nie mieli doświadczenia w budowie i obsłudze systemów tramwajowych. Linia zbankrutowała i została zamknięta w 1896. Dziesięć lat później powrócono do nieudanego pomysłu, uruchamiając w 1906 linię z końcówki tramwaju linowego do Essedon, zarządzaną przez North Melbourne Electric Tramway and Lighting Company. Spółka wraz z linią została przejęta przez MMTB w 1922 roku, jako ostatnie prywatne przedsiębiorstwo tramwajowe w mieście.
Swoją linię tramwajową prowadzącą z St Kilda do Brighton posiadały również Victorian Railways. Powstała ona po objęciu przez Thomasa Benta stanowiska gubernatora stanu. Twierdzono, że wykorzystał on swoje stanowisko do zwiększenia wartości swoich posiadłości w Brighton, zmuszając VR do budowy i obsługi linii tramwajowej. Niechętne temu pomysłowi władze VR używały oficjalnie nazwy „elektryczna kolej uliczna”. Zamiast przy końcówce tramwaju kablowego, rozpoczynała się ona przy dworcu kolejowym St Kilda, a ponadto korzystała z rozstawu szyn stosowanego przez Victorian Railways (1600 mm), zamiast standardowych 1435 mm. Linia była otwierana w dwóch etapach. 7 maja 1906 otwarty został odcinek do Middle Brighton, zaś 22 grudnia tego samego roku – przedłużenie do Brighton Beach. Victorian Railways 10 marca 1919 uruchomiły także drugą linię tramwajową z Sandringham do Black Rock jako tani zamiennik dla połączenia kolejowego. Wykorzystywała ona normalny rozstaw szyn, gdyż planowane było jej przedłużenie do Cheltenham i połączenie z mającą tam powstać linią sieci należącej do MMTB. Przedłużenie do Cheltenham funkcjonowało jedynie przez pięć lat, od 1 września 1926 do 31 sierpnia 1931. Cała linia została zamknięta w 1956.
Gdy MMTB przejęło całą sieć tramwajową Melbourne, problemem stała się różnorodność posiadanego taboru. W celu jego rozwiązania, w 1923 wprowadzona została nowa klasa tramwajów W, która później stała się jednym z symboli miasta.

### Sieć pod zarządem MMTB
Lata 20. i 30. to złoty wiek tramwajów w Melbourne. Zapełnienie wagonów było duże, konduktor tramwajowy zarabiał więcej niż nauczyciel czy policjant, a tabor był świetnie utrzymany. MMTB sfinansowało budowę w mieście ogromnego Parku Akacjowego oraz założyło prywatny szpital Vimy House dla swoich pracowników.
Po II wojnie światowej australijskie miasta rozpoczęły stopniową likwidację linii tramwajowych i zastępowanie ich autobusami. W 1950 uruchomiona została w Melbourne komunikacja autobusowa, powodując znaczny spadek liczby wykonywanych przez tramwaje przewozów z 265 mln w 1949 do zaledwie 200 milionów w 1950. Liczba przewozów powróciła do poprzedniego stanu w 1951, jednak stopniowo malała z upływem kolejnych lat. Niektóre linie tramwajowe w tym czasie zamknięto i zastąpiono autobusami. Pomimo tego, autobusy nigdy nie stały się tak popularne, jak tramwaje w dowolnym momencie swej historii.
Do lat 70. Melbourne zostało jedynym australijskim miastem z rozbudowaną siecią tramwajową. Miasto oparło się trendowi zamykania sieci częściowo z powodu posiadania szerokich ulic oraz ich układu, które czyniły tramwaj bardziej praktycznym środkiem transportu niż gdzie indziej. Zarówno infrastruktura, jak i tabor, dzięki dopiero co zakończonej przebudowie sieci na elektryczną, były relatywnie nowe. Kolejnym powodem był opór ze strony związków zawodowych oraz prezesa MMTB, sir Roberta Rissona, któremu udało się skutecznie przekonać władze, że koszty zamknięcia kompletnego systemu tramwajowego i zastąpienia go innym środkiem transportu są zbyt duże.

### Odrodzenie

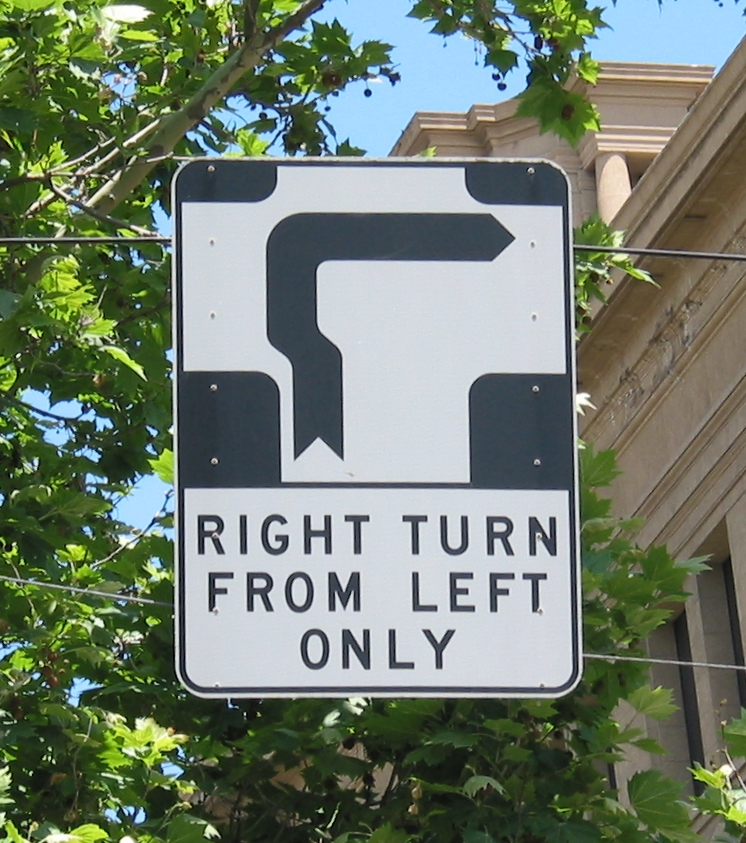
Znak zezwolenia na manewr hook turn eliminujący blokowanie tramwajów przez samochody

Od połowy lat 70. notowane w innych miastach coraz większe zanieczyszczenie powietrza oraz natężenie ruchu ulicznego ostatecznie przekonały ludzi, że pozostawienie tramwajów było słuszną decyzją, nawet pomimo przeszło dwudziestoletniego niedofinansowania oraz przeprowadzki części ludności na przedmieścia, poza zasięg sieci. Kontrowersyjne studium transportu publicznego stanu Wiktoria z 1980 roku, znane jako Lonie Report, zalecało zamknięcie ponad połowy sieci, jednak publiczne protesty spowodowały, że jego zapisy nie weszły w życie. Pierwsze po ponad 20 latach przedłużenie sieci tramwajowej otwarto w 1978 (wzdłuż autostrady Burwood). Tramwaje klasy W zostały zastąpione w latach 70. przez zupełnie nową klasę Z, a w latach 80. przez klasę A oraz większą, przegubową klasę B.
Do 1990 sieć tramwajowa przynosiła duże straty, a jej utrzymanie kosztowało rząd stanowy miliony dolarów. Rząd Johna Caina próbował zmniejszyć koszty, co wywołało długotrwały i dotkliwy strajk wpływowych związków zawodowych w styczniu 1990. Wielkość przewozów zmalała wtedy do najniższego poziomu w historii – poniżej 100 milionów. W 1992 do władzy doszła partia liberalna pod przewodnictwem premiera Jeffa Kennetta z planem całkowitej prywatyzacji systemu transportu publicznego Melbourne. Seria strajków sprawiła, że pierwotny projekt został okrojony do prywatyzacji samych tramwajów. Rząd zwolnił konduktorów tramwajowych i wprowadził kasowniki krótko przed prywatyzacją. Spotkało się to z dużym niezadowoleniem i doprowadziło do utraty milionów dolarów z powodu jazdy na gapę, jednak spowodowało też wzrost liczby wykonywanych przewozów.
W 1995 przedłużono linię 86 do kampusu Uniwersytetu RMIT.

### Prywatyzacja
1 lipca 1998 w ramach przygotowań do prywatyzacji, sieć tramwajowa Melbourne została podzielona między dwie spółki – Swanston Trams oraz Yarra Trams. 25 lipca 1999 roku premier Kennett ogłosił, że prawo do 12-letniej kontroli nad Swanston Trams zostało przyznane National Express Group PLC, europejskiemu przedsiębiorstwu transportu publicznego, zaś nad Yarra Trams – MetroLink Victoria Pty Ltd, konsorcjum francuskich firm Transdev i Egis Projects oraz australijskiej Transfield Services. Po krótkim okresie przejściowym sieć tramwajowa oficjalnie została przekazana w ręce prywatne 29 sierpnia 1999 roku.
28 marca 2001 National Express zmienił nazwę swojej spółki ze Swanston Trams na M>Tram, przez analogię do również kontrolowanej przez siebie sieci kolei podmiejskich M>Train. Po kilku latach przynoszenia strat i trwających więcej niż rok negocjacjach dotyczących zmiany sposobu finansowania, National Express ogłosił 16 grudnia 2002 całkowite wycofanie się ze wszystkich inwestycji w stanie Wiktoria i oddał kontrolę nad spółką z powrotem w ręce rządowe, zawieszając finansowanie z dniem 23 grudnia. Rząd utrzymywał M>Tram do czasu zakończenia negocjacji z Yarra Trams w sprawie przejęcia całej sieci tramwajowej, co nastąpiło 18 kwietnia 2004.

### Modernizacja

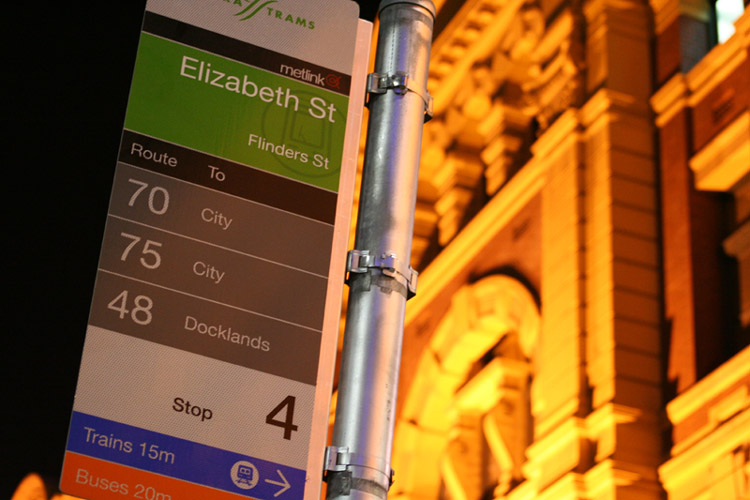
Znak przystanku tramwajowego Metlink przed Flinders Street Station

Umowy z prywatnymi przewoźnikami obligowały ich do rozbudowy i modernizacji sieci. Obejmowały one m.in. zakup nowych wagonów oraz modernizację starych, pochodzących jeszcze z lat 80. Swanston Trams zainwestowały 175 milionów dolarów australijskich w zakup 59 nowych niskopodłogowych tramwajów Combino wyprodukowanych przez Siemens AG oraz 7,2 miliona dolarów w przebudowę posiadanych dotychczas wagonów. Yarra Trams za cenę 150 milionów dolarów australijskich nabyły 31 tramwajów Citadis produkcji Alstom.
W 2003 powołano spółkę Metlink do koordynowania działań promocyjnych transportu publicznego Melbourne oraz budowy jednolitego systemu informacyjnego o całej sieci eksploatowanej przez kilku różnych przewoźników.
W XXI wieku ponownie ruszyła rozbudowa sieci tramwajowej. W 2003 roku otwarto nowe trasy do Box Hill, Vermont South oraz Docklands.
W styczniu 2017 r. zapowiedziano budowę do końca kolejnego roku elektrowni słonecznej w północnej części stanu Victoria, która ma w całości przejąć zasilanie sieci tramwajowej w Melbourne.

### Linie tramwajowe
- 1: East Coburg – South Melbourne Beach
- 3: University – East Malvern (dni powszednie)
- 3a: University – East Malvern (sobota/niedziela)
- 5: University – Malvern
- 6: University – Glen Iris
- 11: West Preston – Victoria Harbour Docklands
- 12: Victoria Gardens – St. Kilda
- 16: University – Kew
- 19: North Coburg – Flinders Street Station (noc/dzień)
- 30: St. Vincent's Plaza – Etihad Stadium Docklands
- 35: City Circle
- 48: North Balwyn – Victoria Harbour Docklands
- 57: West Maribyrnong – Flinders Street Station
- 59: Airport West – City
- 64: East Brighton – University
- 67: University – Carnegie (noc/dzień)
- 70: Wattle Park – Waterfront City Docklands
- 72: University – Camberwell
- 75: Vermont South – Etihad Stadium Docklands (noc/dzień)
- 78: Balaclava – North Richmond
- 82: Footscray – Moonee Ponds
- 86: Bundora RMIT – Waterfront City Docklands (noc/dzień)
- 96: East Brunswick – St Kilda Beach (noc/dzień)
- 109: Box Hill – Port Melbourne (noc/dzień)

## Tabor

### Klasa W

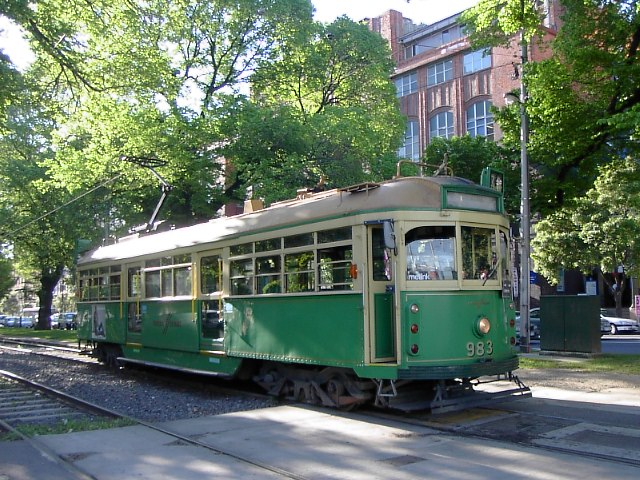
Zabytkowy tramwaj W6 na ulicy Victoria Parade w Melbourne

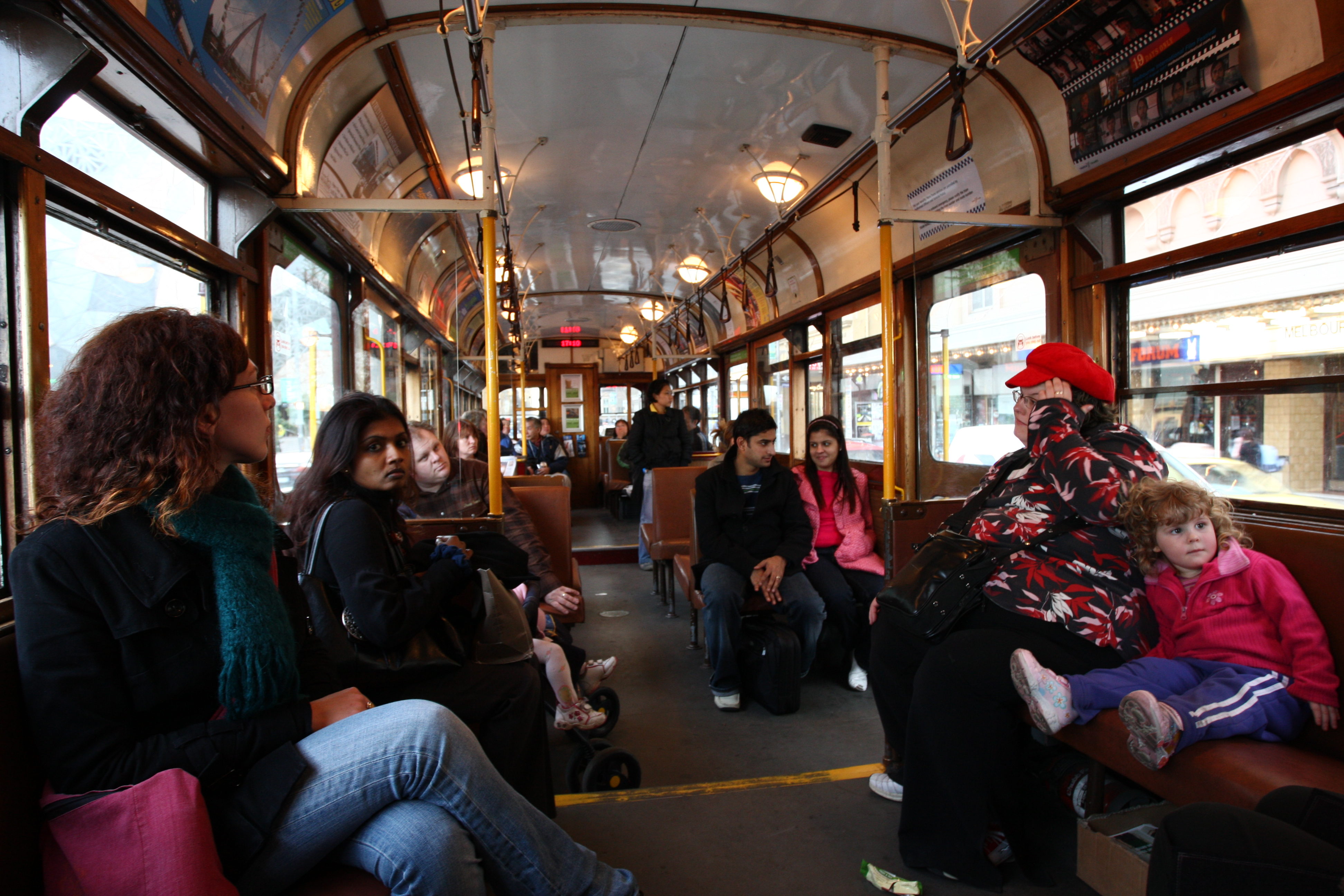
Wnętrze tramwaju W na trasie dookoła centrum miasta

Tramwaje klasy W weszły do eksploatacji w Melbourne w 1923 w celu unifikacji posiadanego dotychczas taboru. Były to czteroosiowe tramwaje oparte głównie na drewnianym szkielecie, charakteryzujące się prostą stylistyką i dobrym wykończenieniem. Klasa W stanowiła podstawę taboru Melbourne przez ponad 60 lat. Zbudowano łącznie 748 tramwajów tego typu w różnych odmianach.
Tramwaje klasy W są symbolem miasta. Wciąż wykonują one regularne kursy na liniach 78 i 79, a także na turystycznej linii 0 kursującej wokół centrum miasta. Eksploatowane są tam najstarsze zachowane egzemplarze, pochodzące jeszcze z 1936, pozostałe zostały przebudowane na jeżdżące kawiarenki kursujące wieczorami po przedmieściach.
Około 200 późniejszych tramwajów tego typu przetrwało w rozmaitych miejscach wokół Melbourne jako część zabytkowej floty. Przyszłe wykorzystanie tych wagonów jest nieznane. Były też one sprzedawane za granicę, jednak w latach 90. wywołało to społeczne oburzenie i nałożenie embarga na ich eksport.

### Klasa Z

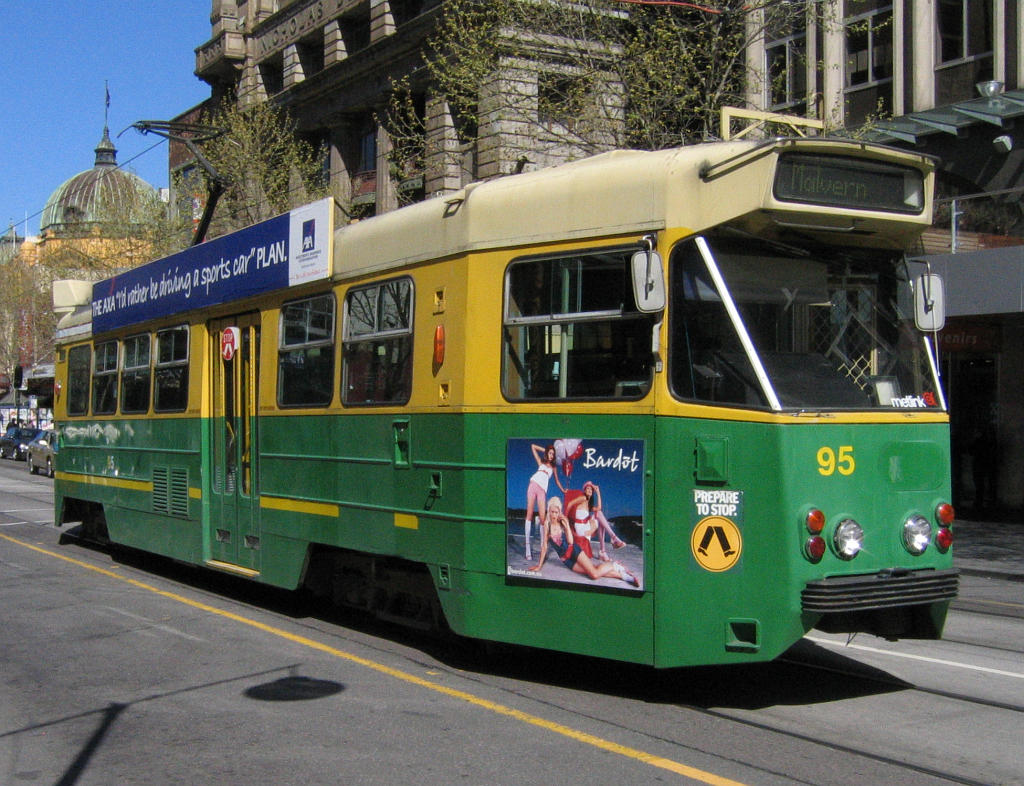
Tramwaj klasy Z1 w malowaniu sprzed prywatyzacji na Swanston Street w Melbourne

W 1975 podjęto działania mające na celu zastąpienie starzejącej się floty tramwajowej. Zaproponowany został skomplikowany i drogi szwedzki projekt, który był źle przystosowany do gorących lat i dużych ilości przewożonych pasażerów. Tramwaje klasy Z, zbudowane przez Comeng zostały oddane do eksploatacji pod koniec lat 70.
Tramwaje Z1 były produkowane między 1975 a 1979. Zbudowano sto wagonów, z czego większość została już wycofana. Od 1978 do 1979 zbudowano także 15 tramwajów Z2, które także są wycofywane z eksploatacji. Zawierały one kilka niewielkich poprawek w stosunku do poprzednika. Między 1979, a 1984 wprowadzono do użytku tramwaje Z3 będące znacznie udoskonalonymi wersjami poprzednich modeli. Posiadały dodatkową parę drzwi po obu stronach oraz charakteryzowały się spokojniejszym przyspieszeniem i hamowaniem. Zbudowano 115 wagonów, z czego liniowo wykorzystywanych do dziś jest 114 (Z3.149 został zniszczony w pożarze). Kursują w malowaniu Yarra Trams lub oklejone całopojazdowymi reklamami.

### Klasa A
Tramwaje te, ponownie budowane przez Comeng, zostały wprowadzone do ruchu między 1984 a 1987. Zbudowano 70 tramwajów i wszystkie eksploatowane są do dzisiaj.

### Klasa B
Demonstracja pierwszego prototypowego tramwaju B1 miała miejsce w 1984. Klasa tych tramwajów to znaczący postęp w stosunku do klasy Z. Są one wydłużoną, przegubową wersją tramwajów klasy A. Zbudowano tylko dwa tramwaje B1 i oba nadal znajdują się w ruchu. Tramwaje B2 były budowane między rokiem 1988 a 1994 przez Comeng, a później przez ABB Transportation. Stanowiły dalsze rozwinięcie modelu B1 i wyposażone były w klimatyzację. Zbudowano ok. 130 egzemplarzy (numery 2003–2132), z czego wszystkie znajdują się w ruchu do dziś.

### Citadis oraz Combino

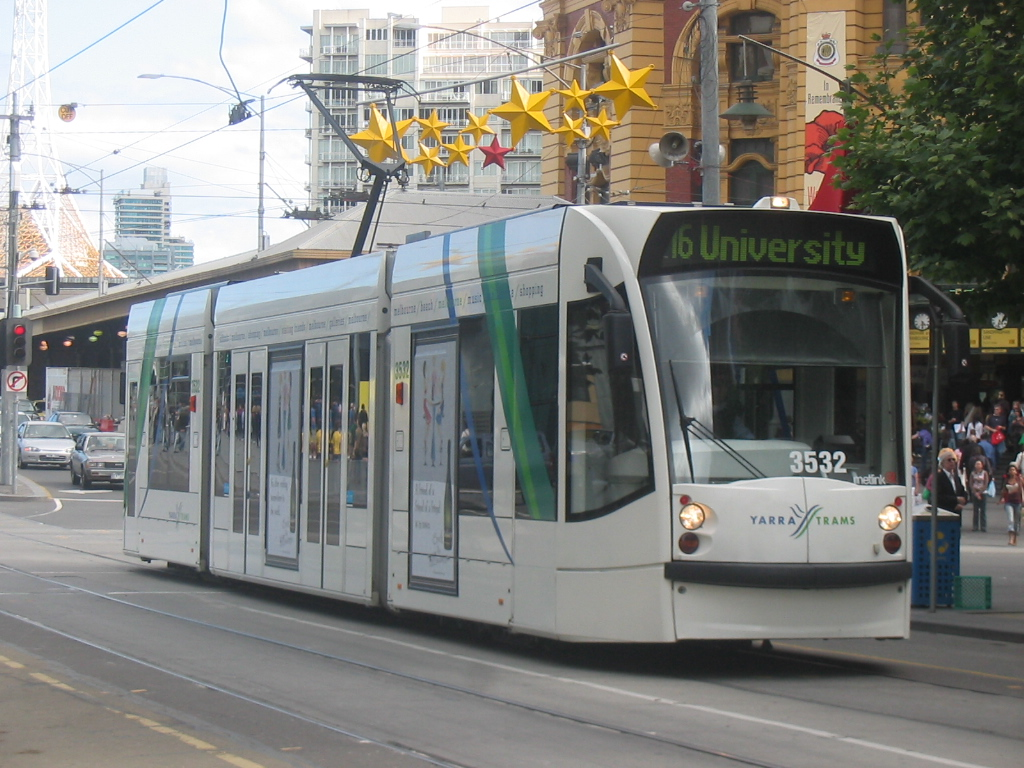
Siemens Combino

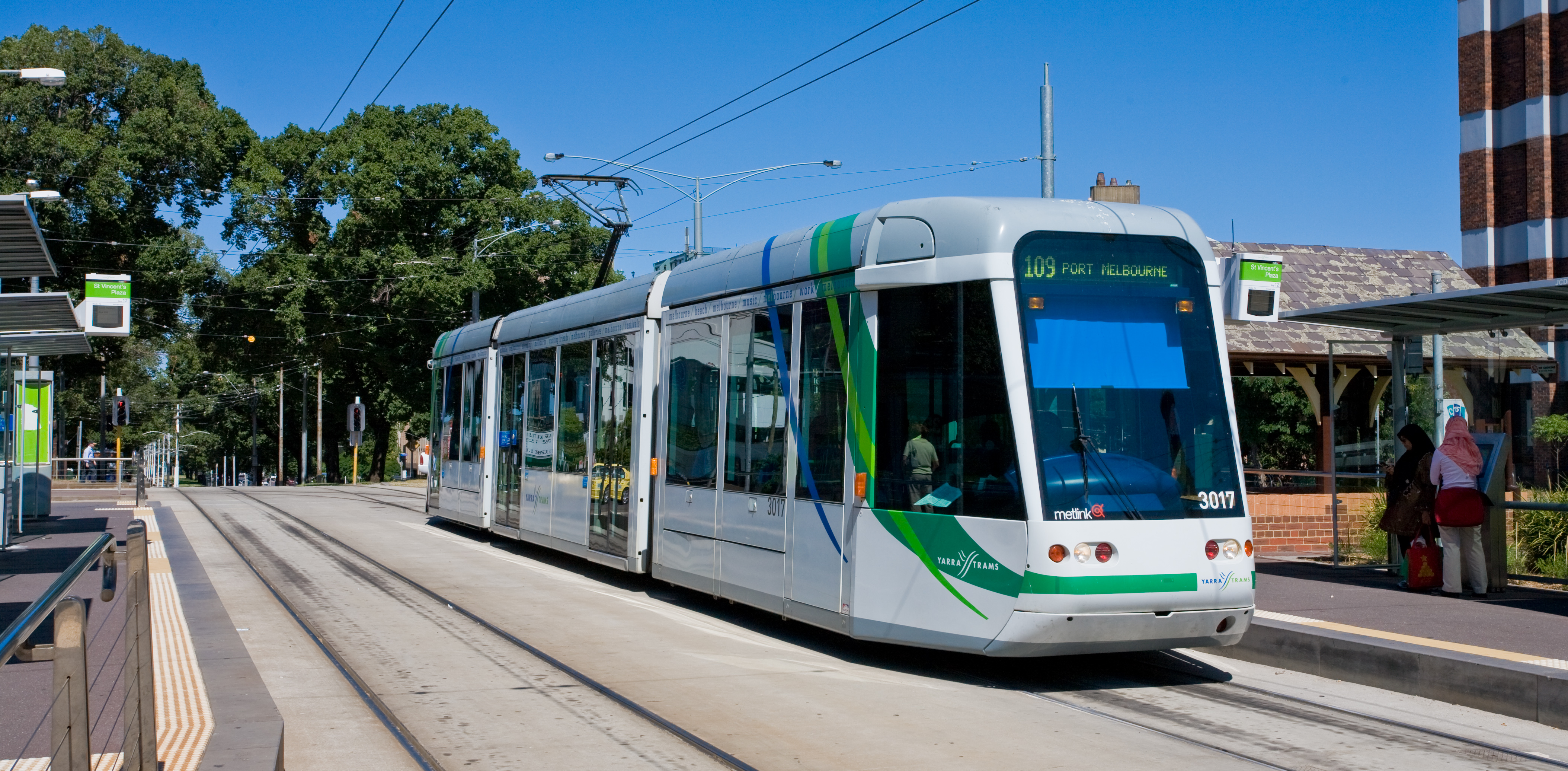
Alstom Citadis na przystanku St Vincent’s Plaza we wschodnim Melbourne

Tramwaje Citadis oraz Combino to niskopodłogowe pojazdy wprowadzone do eksploatacji na podstawie umów między władzami stanowymi a prywatnymi przewoźnikami. Model Combino został zakupiony przez nieistniejący już M>Tram. Wszystkie wagony zostały później przejęte przez Yarra Trams.

## Informacja pasażerska
Za informację pasażerską dla całego transportu publicznego Melbourne odpowiada przedsiębiorstwo Metlink. Podstawowym źródłem wiedzy o kursach są mapy i rozkłady jazdy umieszczone na każdym przystanku. Na niektórych przystankach w godzinach szczytu może być podawana informacja o częstotliwości kursowania, zamiast dokładnych czasów przyjazdu. W centrum można spotkać elektroniczne tablice, które na żądanie mogą udzielić informacji głosowej dla osób niedowidzących, po naciśnięciu dużego przycisku. Na terenie całego miasta działa także usługa tramTracker podająca godzinę przyjazdu najbliższego tramwaju telefonicznie lub za pośrednictwem SMS-ów.
W wagonach znajdują się przynajmniej mapy sieci, jednak w starszych tramwajach często są nieaktualne. Wielu motorniczych samodzielnie zapowiada najbliższe przystanki oraz punkty przesiadkowe, natomiast nowe tramwaje wyposażone są w dodatkowe, elektroniczne wyświetlacze.